# Peter Winch
Peter Guy Winch (ur. 14 stycznia 1926 w Londynie, zm. 27 kwietnia 1997) – filozof brytyjski, znany ze swego wkładu w filozofię nauk społecznych, propagowania dorobku Ludwiga Wittgensteina (który najbardziej zaciążył na światopoglądzie Wincha), wykładów z etyki i filozofii religii.

## Życiorys
W latach 1944–1947 odbywał służbę wojskową w Royal Navy. Od 1947 do 1951 r. studiował filozofię w Uniwersytecie Oksfordzkim.
W 1951 r. został wykładowcą filozofii w University College of Swansea, gdzie poznał Rusha Rheesa, przyjaciela Ludwiga Wittgensteina. Wykładał tam do r. 1964, kiedy został mianowany wykładowcą filozofii w Birkbeck College Uniwersytetu Londyńskiego. W Birkbeck College pracował do 1967 r., kiedy mianowany został profesorem filozofii w King’s College Uniwersytetu Londyńskiego. W 1984 r. przeniósł się na stałe do USA, gdzie został profesorem filozofii w University of Illinois w Urbana-Champaign.
Winch jest najbardziej znany ze swej wczesnej książki The Idea of a Social Science and its Relation to Philosophy (wyd. pol. Idea nauki o społeczeństwie i jej związki z filozofią) z 1958 r., w której przeprowadził atak na stanowisko pozytywistyczne w naukach społecznych, opierając się na pracach R. G. Collingwooda i późnej filozofii Ludwiga Wittgensteina.

## Prace
- Social Science, w: British Journal of Sociology nr 7 (1956), ss. 18-33 (artykuł);
- The Idea of a Social Science and its Relation to Philosophy, London: Routledge, 1958;
- Studies in the Philosophy of Wittgenstein (red.), London: Routledge, 1969;
- Understanding a Primitive Society, 1972 (artykuł);
- Ethics And Action, London: Routledge, 1972;
- Trying to Make Sense, Oxford: Blackwell, 1987;
- Simone Weil, the Just Balance, Cambridge 1989;
- Persuasion, w: MidWest Studies in Philosophy nr 17 (1992), ss. 123-137 (artykuł).

## Prace w języku polskim
- Etyka a działanie, tłum. Dorota Lachowska, Tadeusz Szawiel, Państwowy Instytut Wydawniczy, Warszawa 1990;
- Rozumienie społeczeństwa pierwotnego, tłum. Tadeusz Szawiel, w: Racjonalność i styl myslenia, red. Edmund Mokrzycki, Wydawnictwo Instytutu Filozofii i Socjologii PAN, Warszawa 1992;
- Przyczyny, reguły i konwersacje, tłum. Tadeusz Szawiel, w: Racjonalność współczesności, red. Helena Kozakiewicz, Marek Jan Siemek, Edmund Mokrzycki, Wydawnictwo Naukowe PWN, Warszawa 1992;
- Idea nauki o społeczeństwie i jej związki z filozofią, tłum. Bohdan Chwedeńczuk, Oficyna Naukowa, Warszawa 1995.